# Giulia Terzi
Giulia Terzi (Milano, 14 agosto 1995) è una nuotatrice italiana. Ha vinto tre medaglie d'oro, due d'argento e quattro di bronzo ai Giochi paralimpici.

## Palmarès
Categoria S7
- Giochi Paralimpici

Tokyo 2020: oro nei 100m sl S7 e nella 4x100m sl (34 pti.), argento nei 400m sl S7 e nella 4x50m sl (20 pti.), bronzo nei 50m farfalla S7.
Parigi 2024: oro nella 4x100m sl mista (34 pti.), bronzo nei 100m sl S7, nei 400m sl S7 e nei 50m farfalla S7.
- Campionati mondiali IPC

Londra 2019: argento nella 4x50m mista (20 pti.), bronzo nei 100m sl S7 e nei 50m farfalla S7.
Funchal 2022: oro nella 4x100m sl (34 pti.), argento nei 100m sl S7, nei 400m sl S7, nei 50m farfalla S7, nei 50m sl S7 e nella 4x50m mista (20 pti.).
- Campionati europei IPC

Funchal 2021: oro nei 200m misti SM7, nella 4x50 mista mista (20 pti.), nei 50m farfalla S7, nei 50m sl S7, nei 100m sl S7 e nella 4x100m sl (34 pti.), bronzo nella 4x100m mista (34 pti.).
Funchal 2024: bronzo nei 100m sl S7.